# Aloe qaharensis
Aloe qaharensis é uma espécie de liliopsida do gênero Aloe, pertencente à família Asphodelaceae.